# ژوناتان لوبر
ژوناتان لوبر (فرانسوی: Jonathan Lobert‎؛ زادهٔ ۳۰ آوریل ۱۹۸۵) قایقران قایق بادبانی اهل فرانسه است.